# Nhoa Sangui
Nhoa Ryan Sangui (Creil, 29 agosto 2006) è un calciatore francese, difensore del Paris FC.

## Carriera

### Club
Sangui è cresciuto nel settore giovanile del Stade Reims, con cui ha firmato il primo contratto professionistico il 13 luglio 2023. Ha debuttato in prima squadra il 21 gennaio 2024 nell'incontro di Coppa di Francia perso ai rigori contro il Sochaux.

### Nazionale
Ha giocato nella nazionale francese Under-16, Under-17 ed Under-18.
Con l'Under-17 nel 2023 è stato finalista perdente (in entrambi i casi contro i pari età della Germania) sia agli Europei che ai Mondiali di categoria.

## Statistiche

### Presenze e reti nei club
Statistiche aggiornate al 23 novembre 2024.
| Stagione             | Squadra              | Campionato           | Campionato | Campionato | Coppe nazionali | Coppe nazionali | Coppe nazionali | Coppe continentali | Coppe continentali | Coppe continentali | Altre coppe | Altre coppe | Altre coppe | Totale | Totale | Totale |
| Stagione             | Squadra              | Comp                 | Pres       | Reti       | Comp            | Pres            | Reti            | Comp               | Pres               | Reti               | Comp        | Pres        | Reti        | Pres   | Reti   |        |
| -------------------- | -------------------- | -------------------- | ---------- | ---------- | --------------- | --------------- | --------------- | ------------------ | ------------------ | ------------------ | ----------- | ----------- | ----------- | ------ | ------ | ------ |
| 2022-2023            | Stade Reims 2        | N2                   | 10         | 0          | -               | -               | -               | -                  | -                  | -                  | -           | -           | -           | 10     | 0      |        |
| 2023-2024            | Stade Reims 2        | N3                   | 8          | 0          | -               | -               | -               | -                  | -                  | -                  | -           | -           | -           | 8      | 0      |        |
| Totale Stade Reims 2 | Totale Stade Reims 2 | Totale Stade Reims 2 | 18         | 0          |                 | -               | -               |                    | -                  | -                  |             | -           | -           | 18     | 0      |        |
| 2023-2024            | Stade Reims          | L1                   | 0          | 0          | CF              | 1               | 0               | -                  | -                  | -                  | -           | -           | -           | 1      | 0      |        |
| 2024-2025            | Stade Reims          | L1                   | 26+2       | 0          | CF              | 4               | 1               | -                  | -                  | -                  | -           | -           | -           | 27+2   | 1      |        |
| Totale Stade Reims   | Totale Stade Reims   | Totale Stade Reims   | 26+2       | 0          |                 | 5               | 1               |                    | -                  | -                  |             | -           | -           | 31+2   | 1      |        |
| Totale carriera      | Totale carriera      | Totale carriera      | 44+2       | 0          |                 | 5               | 1               |                    | -                  | -                  |             | -           | -           | 49+2   | 1      |        |